# 자바 원격 함수 호출
자바 원격 함수 호출(Java Remote Method Invocation, Java RMI)은 자바 프로그램에서 각 객체간, 컴퓨터간 메소드를 호출할 수 있게 해주는 기술이다.

## 개요
- 서로 다른 JVM상에 있는 객체의 메소드를 호출함.
- RMI는 전송 계층을 은폐함.
- 소켓상의 통신

자바만을 위한 최초의 프로토콜은 JRMP(Java Remote Method Protocol)였다. 이후 공통적인 객체를 호출하기 위해 CORBA(Common Object Request Broker Architecture)가 개발되었고, CORBA의 IIOP를 받아들여 RMI가 개발되었다.
현재 RMI-IIOP의 JRMP 구현과 그 인터페이스는 동일하지 않다.
자바 원격함수 호출 API(Java RMI)는 자바 응용 프로그램을 구성하는 인터페이스이다. 이것은 공통적인 객체를 호출하기 위해 사용된다. 이 API는 보통 두 가지 실행방법이 있다.
최초의 실행방법은 Java Virtual Machine (JVM) 클래스 표현 구조를 의지한다. 그러므로 이 방식은 한 JVM에서 다른 JVM에로의 호출만 지원한다.
이런 자바에서만 실행되는 프로토콜은 Java Remote Method Protocol(JRMP)로 알려져있다.
코드를 JVM환경 밖에서도 지원하기 위해 CORBA (Common Object Request Broker Architecture)가 개발되었다.
기타 추천하는 RMI의 버전은 Jini이다. 이것은 앞의 것과 비슷하지만 더욱 많은 검색 능력과 분산 오브젝트 애플리케이션 기법을 지원한다.